# Walk on By

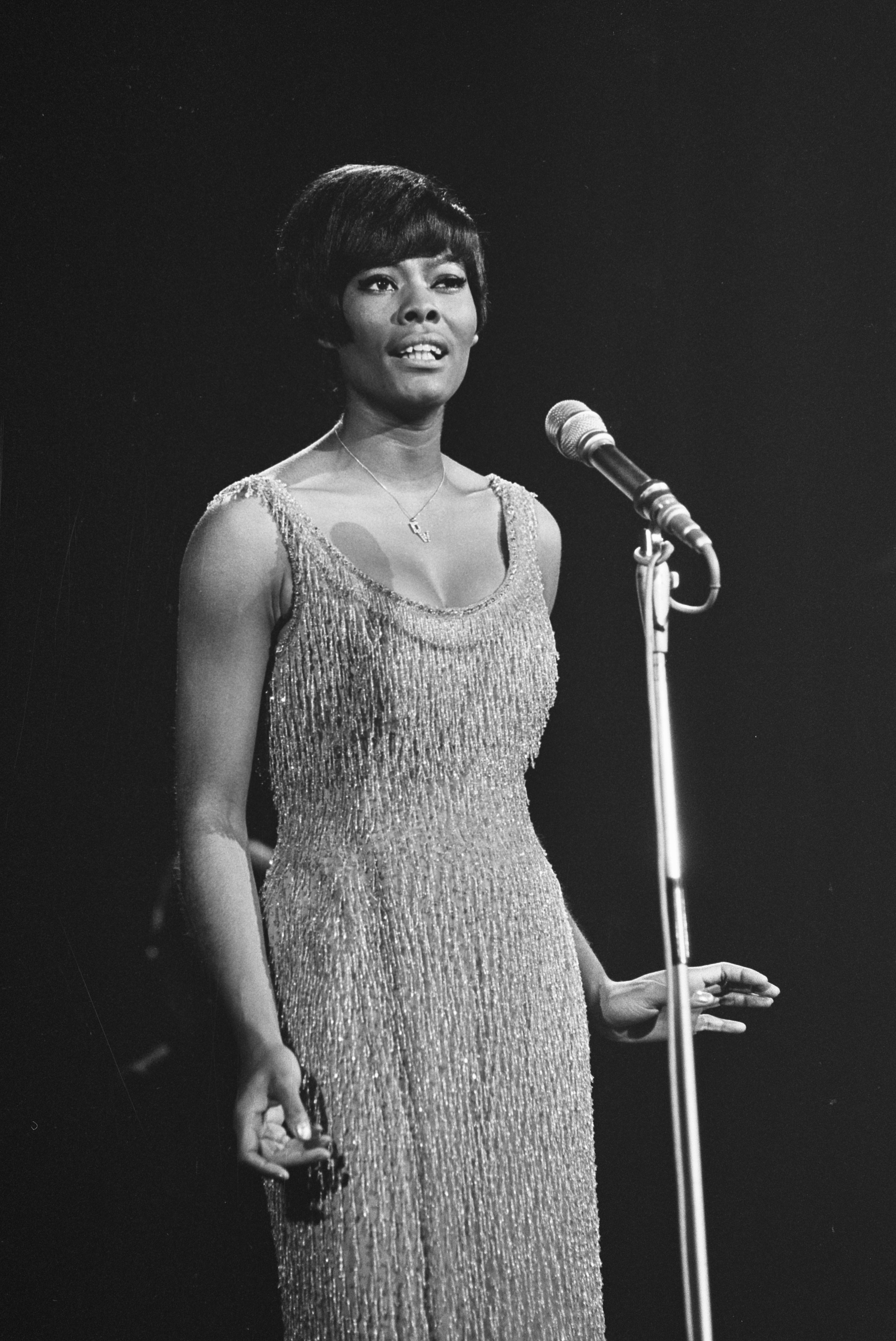
Actuación de la cantante estadounidense Dionne Warwick el 2 de octubre de 1966

«Walk on by» es una canción compuesta por Burt Bacharach, con letra de Hal David. Fue grabada originalmente por Dionne Warwick. Posteriormente, ha sido objeto muchas veces de exitosas versiones de otros artistas, incluyendo a Isaac Hayes, The Stranglers, D-Train, Jo Jo Zep, Sybil, Gabrielle, Cyndi Lauper y Seal. Una versión muy especial de esta canción es la de la cantante italiana Mina Mazzini.

## Versiones
- Burt Bacharach, Hal David y Dionne Warwick (versión original)
- Isaac Hayes
- The Beach Boys
- The Stranglers
- D-Train
- Jo Jo Zep
- Sybil
- Gabrielle
- Cyndi Lauper
- Seal
- Mina Mazzini http://www.youtube.com/watch?v=H_2uJakpI8c&feature=youtube_gdata_player
- Diana Krall
- Peter White
- Bob Baldwin

## Versión deDionne Warwick(1964)
La versión original de "Walk On By", fue grabado en el mismo período de diciembre de 1963 que produjo "Anyone Who Had a Heart", que, en 1964, convirtió en el segundo Top Ten de Warwick. Lanzado en abril de ese año, "Walk on By" se convirtió en un punto de referencia único, el número de llegar a seis en los EE. UU. Billboard Hot 100 y número uno de I el Cashbox y tabla B. (Billboard no se imprime el ritmo y las cartas azules en 1964, el año de máximo rendimiento de la canción.) La canción también alcanzó el top 10 en un plazo breve en la escucha encuesta fácil de Billboard.
Warwick también grabó una versión en alemán de la canción, titulada "Geh Vorbei".
| Gráfico          | Pico |
| ---------------- | ---- |
| EE. UU. Hot 100  | 6    |
| EE. UU. R&B      | 1    |
| EE. UU. A/C      | 7    |
| UK Single Charts | 8    |

## Versión deThe Beach Boys(1968)
Este tema aparece en una reedición de la banda californiana, del álbum Friends de 1968, conjuntamente con el 20/20 de 1969, relanzado por Capitol Records en 1990. 

## Versión deIsaac Hayes(1969)
El músico Isaac Hayes en 1969 se aplican en su innovador álbum Hot Buttered Soul transformó la canción en una y una mitad vamp-funk minuto doce. Editado por single hasta menos de 5 minutos, este single alcanzó el puesto # 30 en las listas de EE. UU.
| Gragico         | Pico |
| --------------- | ---- |
| EE. UU. Hot 100 | 30   |

## Versión deStranglers(1978)
En 1978, The Stranglers registró un punk inspirado en la versión arenosos (con un solo de órgano ampliado) que alcanzó el número 21 en las listas británicas.
| Gráfico          | Pico |
| ---------------- | ---- |
| Uk Single Charts | 21   |

## Versión de D-Train (1982)
En 1982, el funk dúo D-Train de los EE. UU. registró un Reino Unido con la versión en un disco/funk.
| Gráfico          | Pico |
| ---------------- | ---- |
| UK Single Charts | 44   |
| EE.UU R&B        | 42   |
| EE.UU Dance      | 45   |

## Versión de Jo Jo Zep (1983)
En 1983, el australiano acto Jo Jo Zep cover de la canción en una, de mal humor versión lenta que contó con la electrónica y los sintetizadores. La canción fue un éxito menor en Australia, alcanzando el puesto # 55, pero fue un gran éxito en Nueva Zelanda, alcanzando # 6.
| Gráfico        | Pico |
| -------------- | ---- |
| Australia      | 55   |
| Nueva Zelandia | 6    |

## Versión de Sybil (1990)
En 1990, la cantante Sybil, que había marcado su mayor éxito un año antes con un cóver de Warwick "Don't Make Me Over", también obtuvo un EE. UU. y el Reino Unido con el sencillo" Walk On By.
| Gráfico       | Pico |
| ------------- | ---- |
| UK Single     | 6    |
| EE.UU hot 100 | 74   |
| EE.UU R6B     | 3    |
| EE.UU Dance   | 3    |

## Versión de Gabrielle (1997)
En 1997, la cantante británica Gabrielle lanzó su versión de "Walk on By" como el quinto y último sencillo de su segundo álbum homónimo. Se alcanzó el puesto # 7 en el Reino Unido.
| Texto de encabezado | Texto de encabezado |
| ------------------- | ------------------- |
| Uk Singke Charts    | 7                   |
| Holanda             | 96                  |

### Lista de canciones
Reino Unido CD: (GODCD 159)
1. "Walk on By"
2. "Walk on By" (45% remix Novocaine)
3. "Walk on By" (en vivo desde TFI Friday)
4. "Algo de que hablar"

## Versión deCyndi Lauper(2003)
"Walk on By", fue el primer sencillo de Cyndi Lauper para su álbum At Last. También se lo puede escuchar en el DVD Live At Last. Fue lanzado como una promoción única. La remezcla de la canción alcanzó el puesto n.º 10 en las tablas de EE. UU.
| Gráfico       | Pico |
| ------------- | ---- |
| EE. UU. Dance | 10   |

### Lista de canciones
Sencillo:
1. "Walk on By" (Eddie X club mix) 10:51
2. "Walk on By" (mezcla de dub Eddie X) 07:52
3. "Walk on By" (versión en vivo) 03:26
4. "Walk on By" (mezcla de dub SAF) 08:12
5. "Walk on By" (SAF Caminata a la pista de baile club mix) 8:10
6. "Walk on By" (mezcla de Tony Moran) 04:31

- Datos: Q3047446